# 香港民主派區議員辭職潮
香港民主派區議員辭職潮是指香港政府要求不擁護香港基本法以及效忠香港特區的香港區議員辭職後，大批區議員辭職的事件。截至2021年7月初，已經有大量民主派及香港本土派區議員辭職，最終有超過二百多人辭職。

## 起因
2019年香港區議會選舉，民主派因為支持反送中運動，贏了全港接近九成絕大多數民選的議席，改變了以往由香港建制派佔多數之局面。
2020年中共通過港版國安法，要求香港公職人員宣誓時要擁護香港基本法以及效忠特區政府。2021年，香港政府又推出《2021年公職（參選及任職）（雜項修訂）條例》，要求區議員都要宣誓，條例在當年5月獲立法會通過以及刊憲生效。
同年6月開始，港府是表示只要區議員有下面任何一種行為都會被港府列入「負面清單」：
- 參與以及支援過2020年香港立法會選舉民主派初選
- 簽署過抗爭派的「墨落無悔」聲明
- 聯署過要求美國終止香港的「獨立關稅區」地位
- 在區議員辦事處展示過「光復香港，時代革命」口號

香港政府又表示議員如果被剝奪資格，其薪水也要交出，但宣誓前如果自行辭職，其薪水可以不用歸還。結果好多民主派同本土派區議員決定於7月舉行宣誓（其實是9月開始）之前自行辭職，7月7日至21日其自行辭職區議員人數達219人，佔區議會議席總數近四成半。
踏入9月，再有5名區議員（包括李予信、黃兆健、王頴思、陳諾恒、余浚寧）表示會辭職，所以捲入民主派區議員辭職潮的區議員一共有224人，佔區議會議席總數超過四成半。

## 辭職區議員名單
下面列出2021年7月6至21日辭職潮期間辭職的區議員，主席同副主席會標明：
| 區議會   | 議席總數 | 在辭職潮期間辭職的人數 | 辭職區議員 |
| -------- | -------- | ---------------------- | --- |
| 中西區   | 15       | 7                      | 鄭麗琼（主席）、任嘉兒、葉錦龍、黃永志、甘乃威、伍凱欣、張啟昕 |
| 灣仔區   | 13       | 6                      | 麥景星（副主席）、羅偉珊、邱汶珊、李永財、陳鈺琳、張嘉莉 |
| 東區     | 35       | 17                     | 黎志強（主席）、趙家賢（副主席）、王振星、麥德正、郭志聰、古桂耀、李鳳琼、吳卓燁、裴自立、陳寶琼、張國昌、魏志豪、梁兆新、張振傑、何偉倫、謝妙儀、曾健成                         |
| 南區     | 17       | 12                     | 羅健熙（主席）、黃銳熺、陳炳洋、陳欣兒、俞竣晞、林浩波、潘秉康、黎熙琳、嚴駿豪、林德和、陳衍冲、徐遠華                                                                           |
| 油尖旺區 | 20       | 9                      | 余德寶（副主席）、陳嘉朗、朱慧芳、李傲然、李國權、蕭德健、林兆彬、陳梓維、賀卓軒                                                                                                 |
| 深水埗區 | 25       | 14                     | 楊彧（主席）、劉家衡、冼錦豪、何啟明、衞煥南、黃傑朗、李炯、徐溢軒、鄒穎恒、李俊晞、利瀚庭、江貴生、甄啟榮、譚國僑                                                               |
| 九龍城區 | 25       | 9                      | 蕭亮聲（主席）、鄺葆賢（副主席）、黎廣偉、馬希鵬、黃永傑、馮文韜、關家倫、周熙雯、麥瑞淇                                                                                         |
| 黃大仙區 | 25       | 20                     | 許錦成（主席）、黃逸旭（副主席）、莊鼎威、郭秀英、陳俊裕、鄧惠强、張嘉宜、陳啟淳、溫子衆、施德來、梁銘康、鄭文杰、尤漢邦、張茂清、岑宇軒、莫綺霞、莫嘉嫻、沈運華、陳利成、胡志健 |
| 觀塘區   | 40       | 19                     | 蔡澤鴻（主席）、莫建成（副主席）、尹家謙、鄧威文、馮家龍、葉梓傑、陳易舜、陳汶堅、龔振祺、王偉麟、李煒林、王嘉盈、張敏峯、鄭景陽、黃啟明、李詠珊、李軍澤、梁凱晴、黃子健         |
| 荃灣區   | 21       | 9                      | 劉肇軒、易承聰、陳劍琴、潘朗聰、伍顯龍、劉志雄、謝旻澤、趙恩來、賴文輝 |
| 屯門區   | 32       | 14                     | 陳樹英（主席）、黎駿穎、甄霈霖、林健翔、林明恩、曾振興、巫堃泰、朱順雅、楊智恒、盧俊宇、黃麗嫦、羅佩麗、何國豪、何杏梅                                                           |
| 元朗區   | 45       | 17                     | 麥業成（副主席）、陳敬倫、石景澄、方浩軒、林廷衞、李俊威、梁德明、陳樹暉、區國權、侯文健、何惠彬、吳玉英、林進、康展華、郭文浩、關俊笙、巫啟航                                   |
| 北區     | 22       | 8                      | 陳旭明（副主席）、陳惠達、劉其烽、張正皓、陳梓峯、林子琼、郭㙟豐、蔣旻正 |
| 大埔區   | 21       | 5                      | 關永業（主席）、文念志、區鎮樺、任啟邦、周炫瑋 |
| 西貢區   | 31       | 14                     | 呂文光（副主席）、梁衍忻、何偉航、陳嘉琳、陳緯烈、葉子祈、黎煒棠、謝正楓、陸平才、林少忠、馮君安、秦海城、張偉超、鄭仲文                                                         |
| 沙田區   | 42       | 20                     | 程張迎（主席）、岑子杰、陳兆陽、趙柱幫、丘文俊、許銳宇、陳運通、張慶樺、曾杰、李世鴻、麥梓健、雷啟榮、葉榮、李永成、曾素麗、容溟舟、勞越洲、陸梓峂、廖栢康、楊思健               |
| 葵青區   | 32       | 16                     | 張文龍（副主席）、吳劍昇、周偉雄、許祺祥、黃炳權、梁永權、梁國華、張鈞翹、蔡雅文、王天仁、譚家浚、冼豪輝、王必敏、黃俊達、韓俊賢、劉子傑                                         |
| 離島區   | 18       | 3                      | 李嘉豪、容詠嫦、梁國豪 |
| 總數     | 479      | 219                    | |

## 相關
- 2021年香港區議員宣誓
- 2020年香港民主派總辭（立法會）